# منطقه شهری هلسینکی

هلسینکی در نقشه اوسیما

منطقه شهری هلسینکی (فنلاندی: Helsingin keskustaajama , سوئدی: Helsingfors centraltätort بزرگترین منطقه در کشور فنلاند است. که در اوسیما واقع شده و حدود ۱٫۲۳ میلیون نفر جمعیت دارد.
منطقه شهری هلسینکی، شهر هلسینکی و همچنین شهرهای اسپو، کاونیاینن و وانتا را شامل می‌شود و همچنین به شهرهای کراوا و یرون‌په متصل است که البته بازهم این مناطق شهری ناحیه‌های خود را تشکیل می‌دهند.